# Fidel Pagés
Fidel Pagés Miravé, född 26 januari 1886 i Huesca, död 21 september 1923 i Madrid, var en spansk läkare och militär, känd för att ha utvecklat tekniken som används vid epiduralbedövning.

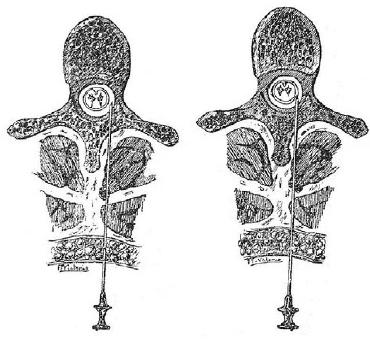
Originalritning av Fidel Pagés i tekniken för epidural anestesi.

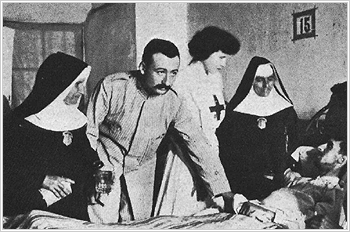
Fidel Pagés under besök hos en skadad person på ett sjukhus i Melilla (1909).